# Emoia kordoana
Emoia kordoana este o specie de șopârle din genul Emoia, familia Scincidae, descrisă de Meyer 1874. Conform Catalogue of Life specia Emoia kordoana nu are subspecii cunoscute.